# Hadrodontes vumba
Hadrodontes vumba är en fjärilsart som beskrevs av Van Someren 1963. Hadrodontes vumba ingår i släktet Hadrodontes och familjen praktfjärilar. Inga underarter finns listade i Catalogue of Life.